# Donald Calthrop
Donald Calthrop, acteur britannique, né le 11 avril 1888 à Londres, mort d'une crise cardiaque le 15 juillet 1940 à Eton au Royaume-Uni.

## Biographie
Il commence sa carrière dès 1906 et joue au cinéma à partir de 1916. Il se spécialise rapidement dans les rôles de méchants, où il se taille un franc succès. Alfred Hitchcock l'utilisera à quatre reprises, comme en 1929 dans le film Blackmail.
Il apparait dans le film à sketches Elstree Calling (1930), resté inédit en France.
Donald Calthrop a aussi tourné dans loose Ends (1930), Rome Express (1932), I Was a Spy (1933), Scrooge (1935), Dreaming Lips (1937) et La Commandante Barbara (1941), son dernier film.

## Filmographie partielle
- 1928 : Un drame au studio (Shooting Stars) d'Anthony Asquith et A.V. Bramble : Andy Wilkes
- 1929 : Chantage (Blackmail) d'Alfred Hitchcock : Tracy
- 1929 : The Clue of the New Pin d'Arthur Maude : Yeh Ling
- 1930 : Meurtre (Murder !) d'Alfred Hitchcock : Ion Stewart
- 1932 : Numéro dix-sept (Number Seventeen) d'Alfred Hitchcock : Brant
- 1932 : Rome Express (Rome Express) de Walter Forde : Poole
- 1935 : Scrooge de Henry Edwards
- 1936 : Cerveaux de rechange (The Man Who Changed His Mind) de Robert Stevenson : Clayton
- 1937 : L'Étrange Visiteur (Love from a Stranger) de Rowland V. Lee : Hobson
- 1937 : L'Invincible Armada (Fire Over England) de William K. Howard : Don Escobal
- 1941 : La Commandante Barbara (Major Barbara) de Gabriel Pascal : Peter Shirley